# 南邵站

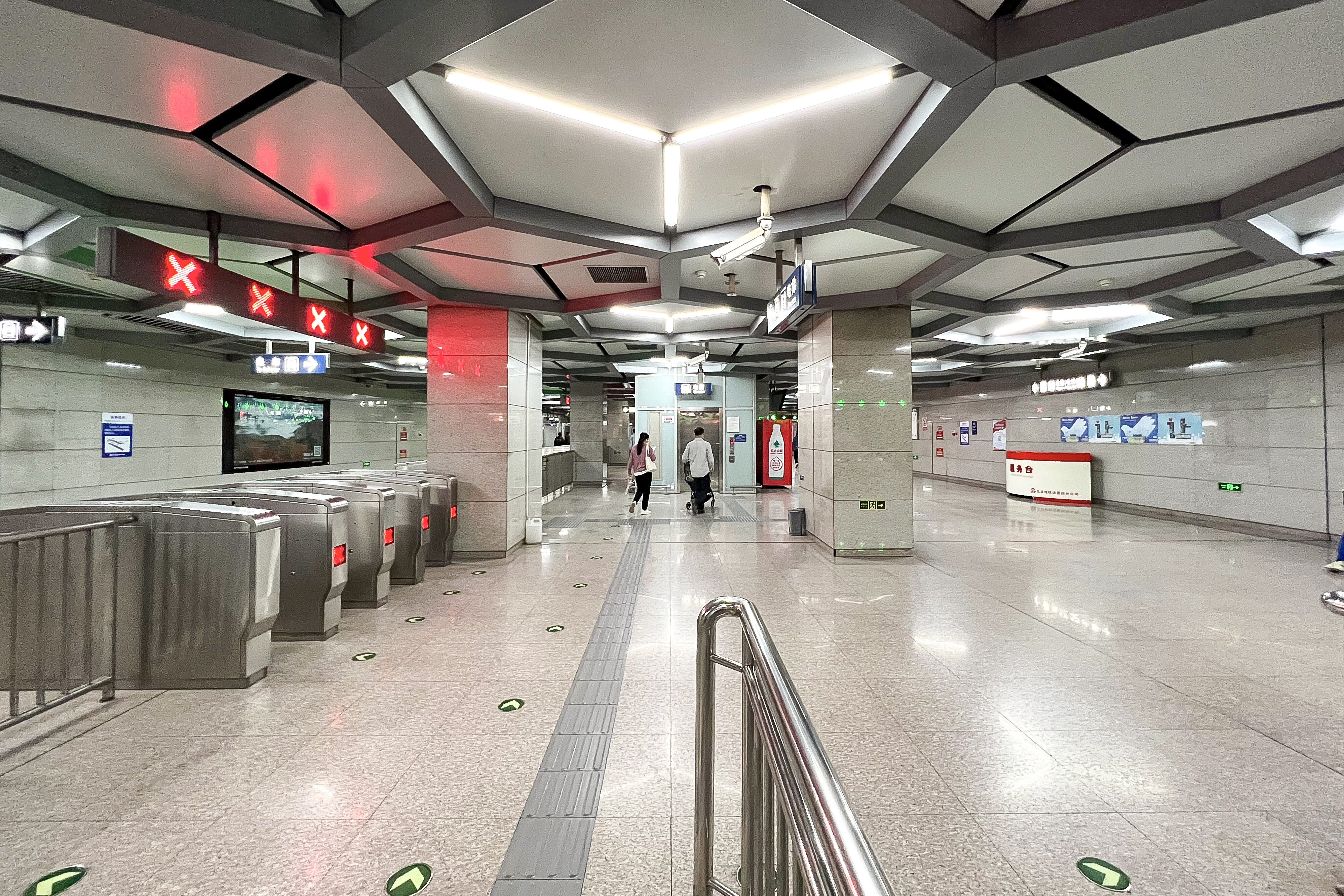
南邵站站厅（2022年4月摄）

南邵站是一个位于中国北京市昌平区南邵镇内环东路、南环南路交叉口，属于北京地铁昌平线的地铁车站。本车站于2010年12月30日投入运营。

## 概述
车站位于北京市昌平区南邵镇，昌金路与内环东路丁字路口下方。车站呈大致南北向布置。
车站于2009年12月24日主体结构封顶，于2010年12月30日随北京地铁昌平线一期工程开通投入运营。昌平线二期工程线路在南邵站与一期工程接轨。

## 结构
车站为地下二层车站，主体结构形式是二层三跨箱形框架结构。地下一层为互通式整体站厅，地下二层是站台层，采用岛式站台设计。采用明挖顺做法施工。站台中部有2组通向站厅的扶梯。南邵车站因为是昌平线一期工程的终点站，在2015年11月前采用站前单渡线折返。
车站主打装饰色调为灰色，车站站厅顶部是装饰六边形的图案。
| 地面 |                    | 出入口                           |  |  |
| B1层 | 昌平线站厅         | 客服中心、自动售票机、进出站闸机 |  |  |
| B2层 |                    | 昌平线 往昌平西山口 （北邵洼）   |  |  |
|      | 岛式站台，左侧开门 |                                  |  |  |
|      |                    | 昌平线 往蓟门桥 （沙河高教园）   |  |  |

## 出入口
车站共有3个出入口：A口为西北出口，B口为东北出口，C口为东南出口。C口附近设有公交车场站与换乘停车场。
|                           |                  |                                      |      |            |
| 编号                      | 指示             | 建议前往的目的地                     | 照片 | 无障碍设施 |
| 出口 · A · 升降机标志     | 南环南路（北侧） | 南邵派出所、南邵镇政府、南邵中心小学 |      |            |
| 出口 · B · 1              | 内环东路（东侧） | 南邵中学                             |      | 不適用     |
| 出口 · B · 2              | 景荣街（南侧）   |                                      |      | 不適用     |
| 出口 · C · 1              | 内环东路（西侧） |                                      |      | 不適用     |
| 出口 · C · 2 · 升降机标志 | 内环东路（东侧） |                                      |      |            |
| 註： 設有                 |                  |                                      |      |            |

## 运营
南邵站开通后，在贯穿昌平城区的昌平线二期工程投入运营前，是承担昌平中心城客流的唯一地铁站，在早高峰客流集中时刻会采取限流措施。
开通初期位置较偏的南邵站由于公交车线路开通较少，很多黑车在地铁站附近揽客，要价较高，甚至挤占正常运营车辆的空间。2013年，昌平区政府通过投入电动出租车、逐步开通公交线路等措施限制黑车高价揽客。

## 车站周边
- 北京市昌平区南邵镇政府
- 北京市南邵中学